# Сан-Потіто-Саннітіко
Сан-Потіто-Саннітіко (італ. San Potito Sannitico) — муніципалітет в Італії, у регіоні Кампанія,  провінція Казерта.
Сан-Потіто-Саннітіко розташований на відстані близько 175 км на схід від Рима, 60 км на північ від Неаполя, 31 км на північ від Казерти.
Населення — 1944 особи (2014).

## Демографія
Населення за роками:

Станом на 1 січня 2023 року в муніципалітеті офіційно проживали 33 іноземці з 10 країн, серед них 7 громадян країн Євросоюзу та 8 громадян України.

## Сусідні муніципалітети
- Аліфе
- Кастелло-дель-Матезе
- Кузано-Мутрі
- Джоя-Саннітіка
- П'єдімонте-Матезе